# Woods County
Woods County är ett administrativt område i delstaten Oklahoma, USA. År 2000 hade countyt 9 089 invånare. Den administrativa huvudorten (county seat) är Alva.

## Geografi
Enligt United States Census Bureau så har countyt en total area på 3 341 km². 3 332 km² av den arean är land och 9 km² är vatten.

### Angränsande countyn
- Comanche County, Kansas - nord
- Barber County, Kansas - nordost
- Alfalfa County - öst
- Major County - syd
- Woodward County - sydväst
- Harper County - väst

### Orter
- Alva (huvudort)
- Freedom
- Waynoka